# Karl Kraus
Vous lisez un « article de qualité » labellisé en 2007.
Ne doit pas être confondu avec Karel Kraus.
Pour les articles homonymes, voir Kraus.
Karl Kraus est un écrivain autrichien né le 28 avril 1874 à Gitschin en Bohême dans l’Empire austro-hongrois (aujourd’hui Jičín en République tchèque) et mort le 12 juin 1936 à Vienne, ville dans laquelle il a vécu la plus grande partie de sa vie.
Auteur d’une œuvre monumentale, dramaturge, poète, essayiste voire acteur lors de ses lectures publiques, il a aussi et surtout été un satiriste et un pamphlétaire redouté. Il dénonçait avec la plus grande virulence, dans les pages de Die Fackel, la revue qu’il avait fondée et dont il a pendant presque quarante ans été le rédacteur à peu près exclusif, les compromissions, les dénis de justice et la corruption de la bourgeoisie viennoise et avant tout de la presse. Représentant éminent d’une Kulturkritik essentiellement fondée sur la critique linguistique et, partant, de la presse, il se voulait le défenseur de la littérature, voire de la langue allemande elle-même, et de l’imagination face au pseudo-réalisme médiatique.
D’origine juive, Kraus défendait l’assimilation des Juifs et n’hésitait pas à critiquer la bourgeoisie juive, et notamment la revue Neue Freie Presse emblématique de celle-ci, ainsi que le sionisme. Cela l’amena à prendre le parti des anti-dreyfusards et même à être parfois accusé d’antisémitisme. S’étant grandement affairé à défendre la liberté sexuelle contre la moralité et la juridiction de l’époque, il fut l’un des rares à ne pas tomber sous l’emprise de la frénésie martiale qui se propageait au commencement de la Première Guerre mondiale et s’employa au pacifisme et à la social-démocratie avant qu’il ne se distanciât à nouveau de cette dernière, considérant qu’elle était trop naïve pour résister au national-socialisme, voire qu’elle avait frayé la voie à celui-ci. Il écrira alors un chef-d’œuvre, Les Derniers jours de l’humanité, une pièce de théâtre dénonçant la boucherie de 1914–1918 sur près de 800 pages. En 1933, il écrira la Troisième nuit de Walpurgis, dénonciation féroce et lucide du national-socialisme.

## Biographie
Il est impossible d’aborder la vie et l’œuvre de Karl Kraus sans les replacer dans le contexte particulier au sein duquel elles ont vu le jour, c’est-à-dire entre deux catastrophes annoncées : celle qui devait marquer la fin « d’un État qui, tout en n’étant pas viable, n’en finissait pas de mourir », à savoir l’Autriche-Hongrie des Habsbourg, qui devait s’effondrer à la fin de la Première Guerre mondiale, et celle qu’annonçait l’avènement du national-socialisme allemand, qui devait selon Karl Kraus parachever la ruine de l’humanité civilisée, que du reste, en sa qualité d’écrivain contre la «journaille », il n’avait cessé d’annoncer à ses lecteurs, avec des accents de prophète de l’Ancien Testament, des décennies durant.
Plus précisément encore, la vie de Karl Kraus est intimement liée à la capitale de la « Cacanie » : Vienne.

### Vienne au temps de «l’Apocalypse joyeuse»

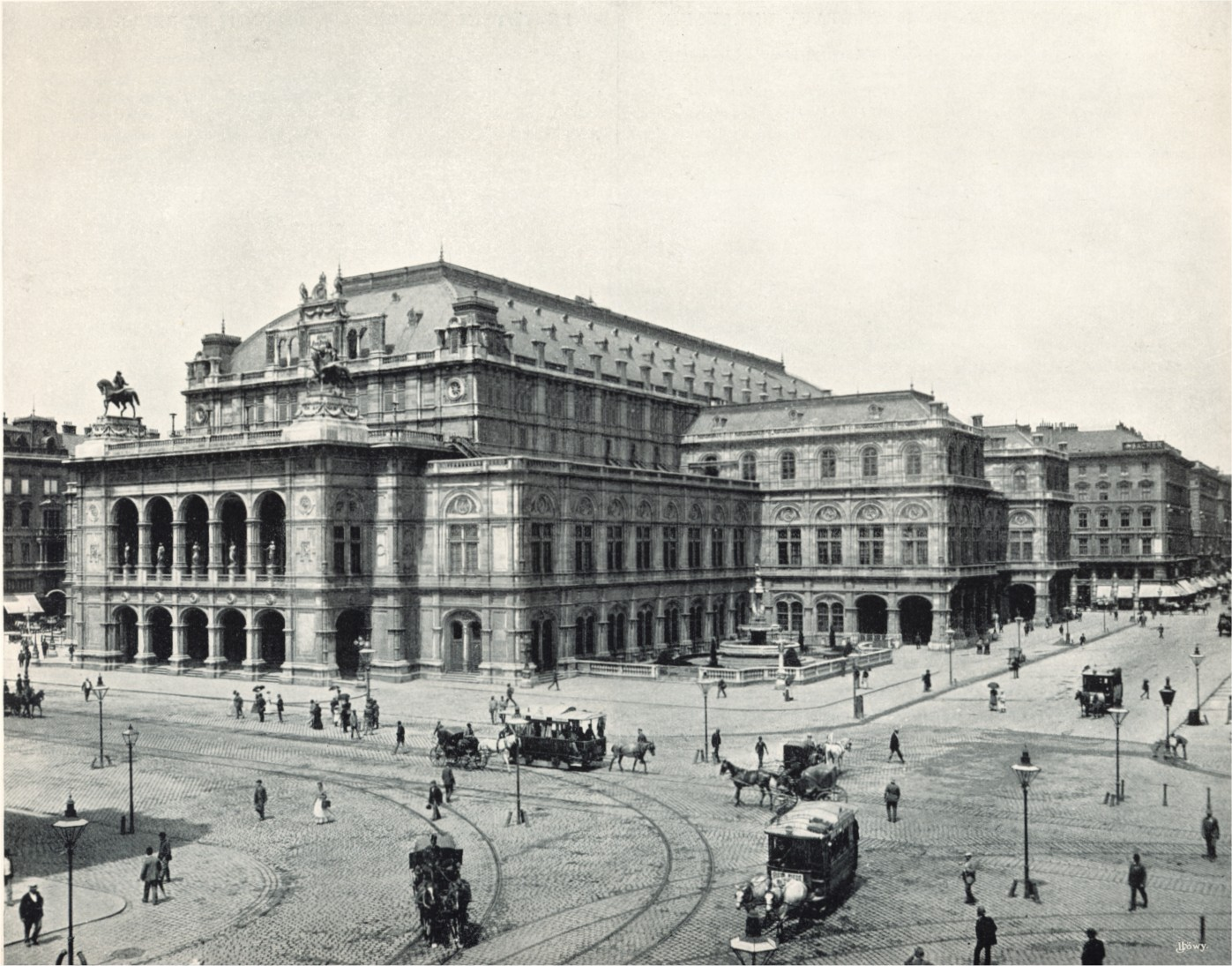
L’opéra de Vienne vers 1898.

La Vienne du tournant du siècle est un véritable creuset de cultures et de nationalités : on y trouve aussi bien des Hongrois, des Slovènes, des Croates, des Italiens, des Turcs, des Juifs, réunis dans une cité dont la mentalité générale se caractérise pourtant par un mélange d’étroitesse d’esprit, d’insouciance frivole (notamment face aux scandales politiques et financiers) et de « l’ombre de plomb [portée] sur tout ce qui vivait [par le] pressentiment d’une fin inéluctable », due aux contradictions d’une structure politique archaïque incapable de s’adapter aux évolutions socio-économiques récentes. C’est ce curieux mélange de « monde d’opérette » et de pessimisme eschatologique qu’Hermann Broch devait baptiser « l’Apocalypse joyeuse. »
Au sein de ce melting pot, les Juifs, qu’ils soient autrichiens ou migrants échappant aux pogroms de l’est, sont largement représentés. En 1923, ils seraient 200 000 à Vienne, soit près de 10 % de la population. L’industrialisation n’ayant débuté véritablement en Autriche qu’après leur émancipation (en 1848), ceux qui réussissent « deviennent les plus visibles des nouveaux riches », provoquant les jalousies et cristallisant les craintes de la petite bourgeoisie, qui voit dans le même temps son statut social décliner. Ce nouvel élan de l’antisémitisme est encouragé par le maire de Vienne de 1897 à 1910, Karl Lueger (1844-1910), chef du Parti chrétien-social, un parti violemment antisémite. Il donne sporadiquement lieu à des manifestations de violence, qui culminent « dans les émeutes de 1905, lorsque des étudiants nationaux-allemands imaginèrent d’interdire aux étudiants juifs l’accès à l’université. »
Mais Vienne est également une ville dans laquelle règne un « extrême intellectualisme », et où la vie culturelle connaît un rare rayonnement. Sont associés à ce rayonnement : Gustav Mahler, puis Arnold Schönberg et Alban Berg en musique ; Oskar Kokoschka, Egon Schiele ou Gustav Klimt en peinture ; Hugo von Hofmannsthal, Arthur Schnitzler, Hermann Broch en littérature ; ou encore Sigmund Freud et Ludwig Wittgenstein. Dans ces domaines, les Juifs, qui voient dans la Modernité (artistique ou/et politique) leur meilleur atout, se taillent la part du lion.
C’est dans ce contexte qu’en 1877 le petit Karl Kraus arrive dans une ville qu’il dira plus tard mépriser pour ses habitants et vouloir fuir à jamais, mais qu’il aimait en fait éperdument.

### Années de formation et premiers combats (1874–1899)

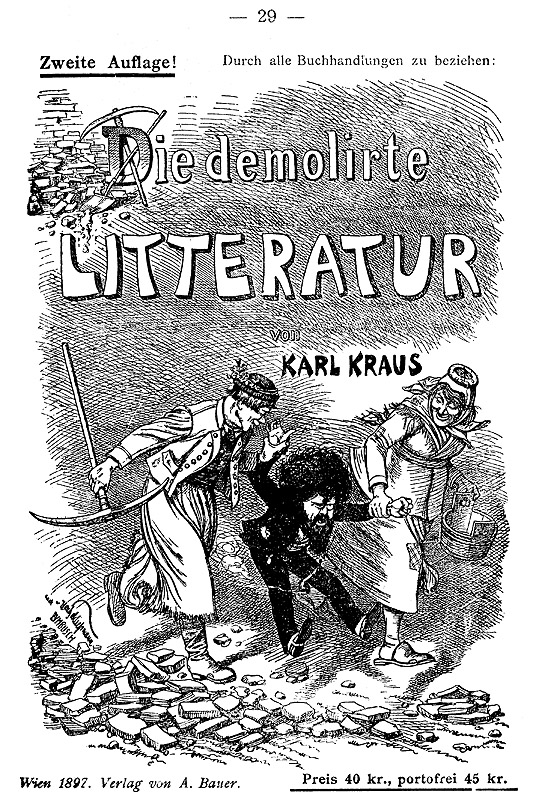
Couverture du pamphlet de Karl Kraus, La Littérature démolie.

Karl Kraus est né le 28 avril 1874 à Gitschin (ou Jičín), neuvième enfant de Jacob Kraus et d’Ernestine Kantor, fille d’un médecin réputé de Jičín qui lui transmet sa passion de la littérature. Ouvrant d’abord une épicerie, puis une boucherie et une auberge à Jičín, son père, juif, fait finalement fortune en fabriquant et en commercialisant des sacs en papier, faisant ainsi de la famille de Kraus l’un des représentants de cette nouvelle bourgeoisie juive. Karl Kraus manifeste très tôt son goût pour l’art dramatique : sa première pièce, In Der Burgtheater-Kanzlei, est représentée à Baden, en août 1891, deux mois avant la mort de sa mère. Dès l’année suivante, il commence à publier des critiques littéraires et théâtrales dans différents journaux et revues (sa première publication est un compte rendu des Tisserands de Hauptmann, pièce interdite en Autriche). Il caresse le rêve de devenir acteur.
Kraus poursuit en parallèle ses études secondaires au Franz-Joseph Gymnasium, avant d’entreprendre des études de droit (en 1893), puis de philosophie et de langues et civilisation germanique l’année suivante (il quittera l’université en 1898, sans avoir achevé son doctorat.)
Il collabore à la revue Die Gesellschaft, de Leipzig, et donne des soirées de lecture à Bad Ischl, Munich et Berlin, au cours desquelles il donne surtout des interprétations des Tisserands.
En 1896 paraît, dans la Wiener Rundschau, le premier texte important de Karl Kraus : La Littérature démolie, dans lequel il s’en prend à l’avant-garde littéraire viennoise dite de la « Jeune Vienne » (Hermann Bahr, Arthur Schnitzler et Hugo von Hofmannsthal sont les plus connus des écrivains qui y sont pris à partie) et à ce qu’il appelle « tous les outils de la littérature : l’absence de talent, la sagesse précoce, les poses, la mégalomanie, les grisettes des faubourgs, les cravates, le maniérisme, les faux datifs, les monocles et les nerfs secrets.»
La publication de ce pamphlet lui vaut d’être agressé par le journaliste et écrivain Felix Salten (le futur auteur de Bambi), à propos duquel Kraus avait écrit que « ce parvenu du mime qui a su régler ses gestes sur ceux de ses voisins de table à qui il doit ses poses essentielles », avait, « lors d’une braderie des individualités […] pu en acquérir une à bas prix. »

En 1898, Karl Kraus publie son deuxième texte important : Une couronne pour Sion, pamphlet contre le sionisme de Theodor Herzl. Kraus, partisan de l’assimilation des Juifs, y dénonce ce qui lui apparaît comme une alliance objective entre les sionistes et les antisémites. Qui plus est, il voit dans cette nouvelle idéologie un moyen commode pour détourner les prolétaires de leurs intérêts de classe : 

« Ceux qui devraient souffrir de faim ensemble sont séparés selon des critères nationaux et utilisés les uns contre les autres. La foi de ses aïeuls n'autorise plus le tisserand juif de Lodz à être solidaire de ses camarades de misère, il doit désormais s'allier, au sein d'une organisation rigide, aux israélites de la City, des grands boulevards, du Tiergarten et de la Ringstrasse. »

En 1899, Karl Kraus quitte la communauté israélite et se déclare « sans confession ».
Le premier numéro de Die Fackel paraît le 1er avril.

### DeDie Fackelà la Grande Guerre (1899-1914)
« Un beau jour, écrit le journaliste Robert Scheu (un temps collaborateur de la Fackel), aussi loin que l'œil puisse porter, que du rouge […] Dans les rues, dans le tramway, dans le parc municipal, tout le monde en train de lire un cahier rouge… »

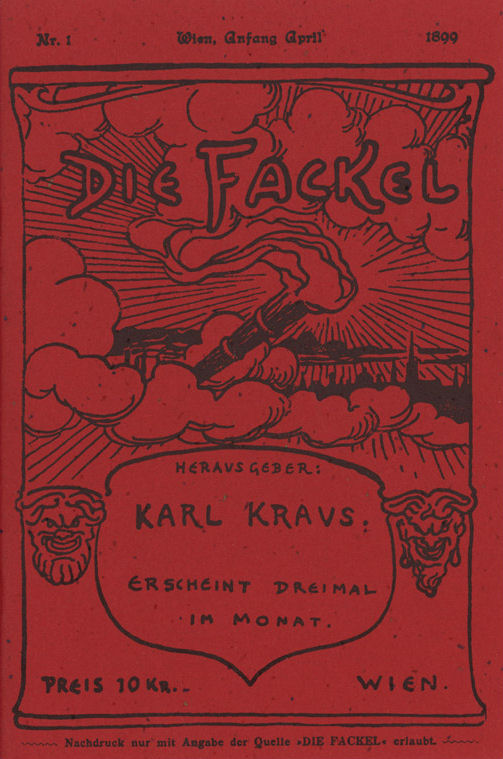
Die Fackel, couverture du no 1 de l’année 1899.

Ce cahier rouge, dont la parution ne fait pas sensation seulement à Vienne, mais dans l’ensemble des nations qui composent l’Empire austro-hongrois, est le premier numéro de la revue que Karl Kraus, inspiré par la revue d’Henri Rochefort, La Lanterne, a baptisé Die Fackel (La Torche ou Le Flambeau), et dont chaque livraison (trois fois par mois au début) deviendrait « pour de très nombreux intellectuels, écrivains (Musil, Canetti, Broch), musiciens (Schönberg, Berg), philosophes (Wittgenstein, Benjamin, Adorno) un événement crucial de pensée. » Durant près de quarante ans, Kraus « y pourfend[rait] sans relâche l’hypocrisie sociale, les dénis de justice, les complaisances douteuses, les silences coupables, les petites lâchetés et les grandes vanités qui tissent la vie publique et intellectuelle d’un pays », sans oublier de « dénoncer l’avilissement du style, la « culture journalistique » dans laquelle il voyait […] l’agent corrosif d’une désintégration de l’esprit, de sa faculté de jugement. »
L’indépendance financière de la revue (financée par le père de Kraus pour le premier numéro, puis par Karl Kraus lui-même après la mort de ce dernier en 1900, ainsi que par les ventes) devait en garantir la probité. Le succès de la Fackel, bien que susceptible de variations importantes, sera considérable : entre 9 000 et 38 000 exemplaires vendus par cahier, quand le tirage moyen du grand quotidien libéral de Vienne, la Neue Freie Presse, était de 55 000 exemplaires en 1901.
Avant la Première guerre mondiale, Kraus défend des positions conservatrices voire réactionnaires. Proche de la bourgeoisie libérale viennoise, il critique son hypocrisie et en premier lieu la presse, dont il dénonce le sensationnalisme, l’irrespect de la vie privée et du droit à l’image. Il va jusqu’à critiquer les lois sur la liberté de la presse, n’hésitant pas à prôner la censure qu’il juge préférable à la sottise qu’il accuse la presse de disséminer. Partisan de l’assimilation des Juifs et hostile, pour cette raison, au sionisme de Theodor Herzl, il n’hésite pas à critiquer la bourgeoisie juive libérale, ce qui lui vaut parfois d’être accusé de haine de soi voire d’antisémitisme pur et simple. Vers 1900, il se lance ainsi dans une virulente polémique contre le baron (juif) de l’acier Karl Wittgenstein, dénonçant l’hypocrisie de la philanthropie; son fils, le philosophe Ludwig Wittgenstein, sera plus tard un de ses admirateurs .
Entre 1899 et 1902, la Fackel commence à rendre compte de l’affaire Dreyfus, qui donne à Kraus une nouvelle occasion de s’en prendre à la bourgeoisie et à la presse juives de Vienne : la Neue Freie Presse, dreyfusarde, est accusée de faire de la propagande antifrançaise, et donc de se compromettre avec le militarisme habsbourgeois, alors qu’une affaire de cette sorte, en Autriche, eût immédiatement été étouffée par la censure. Pire, selon Kraus, les dreyfusards nuisent à la cause de l’assimilation des Juifs, qui selon lui ne peut se contenter de « l'assimilation psychologique et sociale pratiquée avec beaucoup d'ardeur » : il estime qu’elle doit passer par la conversion et par les mariages mixtes
. Bien loin de tendre vers ce but, « l'intérêt dogmatique des cléricaux juifs », qui « veulent voir dans l'affaire Dreyfus le doigt de Dieu pointé contre l'assimilation », ne peut, selon Kraus, que favoriser la montée de l’antisémitisme. En septembre 1899, il publie dans la Fackel une série d’articles du social-démocrate Wilhelm Liebknecht: selon celui-ci, Dreyfus serait coupable et l’antisémitisme n’aurait joué aucun rôle dans cette affaire. Kraus reprend ainsi à son compte le point de vue de Liebknecht (qui s’appuie, pour ses dires, essentiellement sur Le Temps et... la presse germanophone) et d’une partie importante de la social-démocratie autrichienne. Traduits en français, les articles de Liebknecht sont repris dans la presse francophone antidreyfusarde (L’Action française, Le Gaulois, La Libre Parole et L’Intransigeant.)

Commentant la position de Kraus, l’écrivain juif autrichien Arthur Schnitzler, agacé lui aussi par la manière dont la Neue Freie Presse rend compte de l’affaire, mais qui n’est pas pour autant devenu antidreyfusard, fait part de son dégoût à l’un de ses correspondants : 

« [L'attitude de Kraus] face aux antisémites est la chose la plus répugnante que j'aie jamais vue. Si seulement elle était inspirée par la clairvoyance, par un souci d'équité ; mais ce n'est en fin de compte que de la servilité – un peu comme ce à quoi j'ai assisté un jour dans le tramway, où un minable commis juif s'effaçait devant Lueger [le maire de Vienne et agitateur antisémite] en disant : "Je vous en prie, Herr Doktor" et paraissait tout émerveillé que Lueger ne lui donne pas un coup de pied aux fesses. Bref, l'attitude du petit Kraus face aux antisémites est… typiquement juive. »

En 1899, Kraus entame une liaison avec une jeune actrice de théâtre, Annie Kalmar, qui meurt en 1901 de la tuberculose. Kraus est bouleversé, d’autant plus que l’actrice défunte est dénigrée par la presse, et suspend momentanemént Die Fackel. Il témoigne au procès intenté par la mère de l’actrice aux journaux qui ont imprimé calomnies et mensonges à son sujet. Par la suite, explique Jacques Bouveresse, Kraus, dont l’un des grands combats sera mené « en vue d’obtenir la réforme d’une législation qui permettait aux journaux d’échapper trop facilement à leurs responsabilités », utilisera « au maximum les possibilités existantes et n’hésitera pas à exiger fréquemment des journaux, par la voie légale, la rectification des affirmations inexactes, tendancieuses ou mensongères qu’ils impriment. »
Une volonté analogue de défendre le droit à la vie privée (qui émerge alors en droit face au développement des médias de masse) conduit Kraus à engager plusieurs polémiques, notamment contre Maximilian Harden à partir de 1907, polémique qui met un terme à son amitié avec le directeur d’un magazine (Die Zukunft - L’Avenir) qui avait servi de modèle à la Fackel. En 1911, ce sont les mêmes raisons qui poussent Kraus à engager une première polémique contre le critique berlinois Alfred Kerr qui entendait, en publiant dans sa revue Die Kleine Pan un billet qu’il avait adressé à une femme mariée, dénoncer la tartufferie du chef de la police de Berlin qui avait interdit la publication des carnets d’Orient de Gustave Flaubert, jugés indécents.
À partir de 1902, la Fackel prend une dimension plus littéraire : sont publiées des traductions, entre autres, d’August Strindberg et d’Oscar Wilde, ainsi que des textes de Frank Wedekind, d’Otto Stoessl, ou encore de Peter Altenberg (puis, en 1906, de jeunes auteurs expressionnistes : Albert Ehrenstein, Karl Hauer, Otto Soyka et Berthold Viertel.)
Kraus accueille également dans sa revue, entre 1901 et 1902, des textes de l’antisémite viscéral Houston Stewart Chamberlain, qui a publié en 1899 Les Fondements du XIXe siècle, « synthèse des théories raciales de Gobineau avec Wagner, mais aussi Kant et Fichte ». Malgré l’antisémitisme de Chamberlain, Kraus soutient en effet sa théorie culturaliste selon laquelle un Juif pourrait devenir «Aryen» et au contraire un «Aryen» s’enjuiver: « que quelques individus peuvent se dérober aux malédictions de leur race : le Christ par exemple aurait su quitter le judaïsme pour devenir pleinement aryen »).

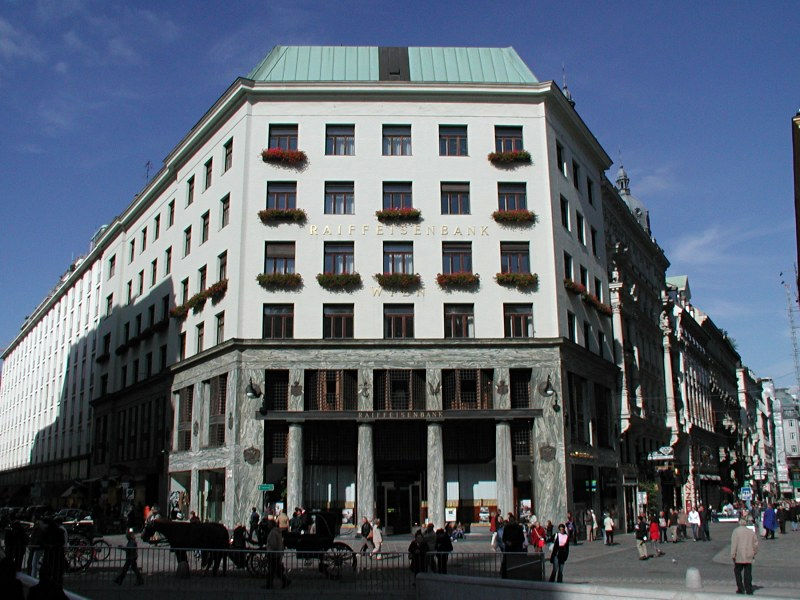
La Looshaus (bâtie entre 1909 et 1911), Michaelerplatz, Vienne.

Par la suite Die Fackel soutient Sigmund Freud (1905), Arnold Schönberg (1909), et surtout Adolf Loos, grand ami de Kraus dont les conceptions architecturales (la séparation radicale de l’art et de l’artisanat) ont séduit Kraus, qui a pris son parti dès les premiers numéros de la Fackel, et qui écrit à ce propos : 

« Adolf Loos et moi-même, lui littéralement, moi verbalement, n'avons rien fait d'autre que de montrer qu'il y a une différence entre une urne et un pot de chambre et que cette différence est un préalable sans lequel la culture ne saurait avoir de latitude. Les autres cependant, les positivistes, se répartissent en deux groupes : ceux qui font de l'urne un pot de chambre et ceux qui font du pot de chambre une urne. »

Les deux hommes se lient d’amitié, et c’est Loos qui convainc Karl Kraus de se convertir au catholicisme en avril 1911 – conversion dont Kraus ne fera état publiquement qu’en 1923, au moment où précisément il quittera le giron de l’Église catholique – et qui devient alors le parrain du nouveau converti.
Parallèlement à ses activités de directeur de revue, Kraus publie un premier recueil d’aphorismes en 1909 (Dits et contre-dits), suivi d’un second en 1912 (Pro domo et mundo). C’est également à cette époque qu’il commence ses soirées de lecture hebdomadaires, qui obtiennent rapidement un grand succès, et pour lesquelles Kraus se fait un point d’honneur de ne pas envoyer d’invitations aux journalistes.
À partir de décembre 1911, Karl Kraus devient le seul et unique rédacteur de la Fackel, pour laquelle il a décidé depuis octobre 1904 que son rythme de parution serait irrégulier.
En 1913, il rencontre la baronne Sidonie Nádherny von Borutin, avec laquelle il noue une liaison orageuse qui, malgré plusieurs interruptions, se poursuivra jusqu’à la mort de Karl Kraus. C’est dans cet amour qu’il aurait selon Elias Canetti trouvé « la source de l’énergie surhumaine » qui devait lui permettre d’écrire Les Derniers jours de l’humanité.

### Le carnaval tragique et les bourreurs de crâne (1914–1918)
Karl Kraus est exempté du service militaire en raison de sa scoliose et, durant toute la durée de ce qu’il appelle le « carnaval tragique », il ne cesse de dénoncer le militarisme et le nationalisme de la presse et des intellectuels. Il crée ainsi une nouvelle rubrique dans la Fackel : « Chez les bourreurs de crâne. Petite revue de la grande presse à l’usage des historiens futurs », et c’est dans une même volonté d’édification des générations à venir quant aux forfaits de ces « traîtres à l’humanité » que Kraus met en chantier son œuvre majeure : une « pièce de théâtre apocalyptique de huit cents pages », soit 209 scènes réparties en cinq actes, constituée à hauteur d’un tiers de citations de la propagande de la presse quotidienne : Les Derniers Jours de l’humanité.
Dans cette « cacophonie gigantesque mais néanmoins bien structurée », Karl Kraus, selon Jacques Bouveresse, prétend « transformer la justification de l’époque par elle-même en ce qu’elle est réellement, à savoir une forme d’auto-accusation irréfutable qui ne laisse aucun doute sur ce que peut être le verdict. » Rédigée entre 1915 et 1917, la pièce est en effet composée d’innombrables citations de propos réels, sorte de sampling littéraire avant la lettre. Conçue pour ne pas être jouée (il y faudrait plusieurs jours de représentation, écrit Kraus), la pièce sera malgré tout adaptée au théâtre dans des versions abrégées. Elle paraît dans des fascicules spéciaux de la Fackel en 1919 (l’année précédente, « La Dernière Nuit », épilogue des Derniers Jours…, avait paru dans la revue de Kraus.)
Durant toute la durée de la guerre, Karl Kraus, qui fait également paraître un premier recueil de poèmes, Worte in Versen I, en 1916, rédige des textes et donne des conférences en faveur de la paix. Plusieurs numéros de la Fackel sont saisis, et lui-même est poursuivi pour « défaitisme ». Mais « l’enquête officielle traîna si longtemps que l’empire s’était effondré avant que sa culpabilité pût être établie. »

### Dans Vienne la rouge (1918–1933)

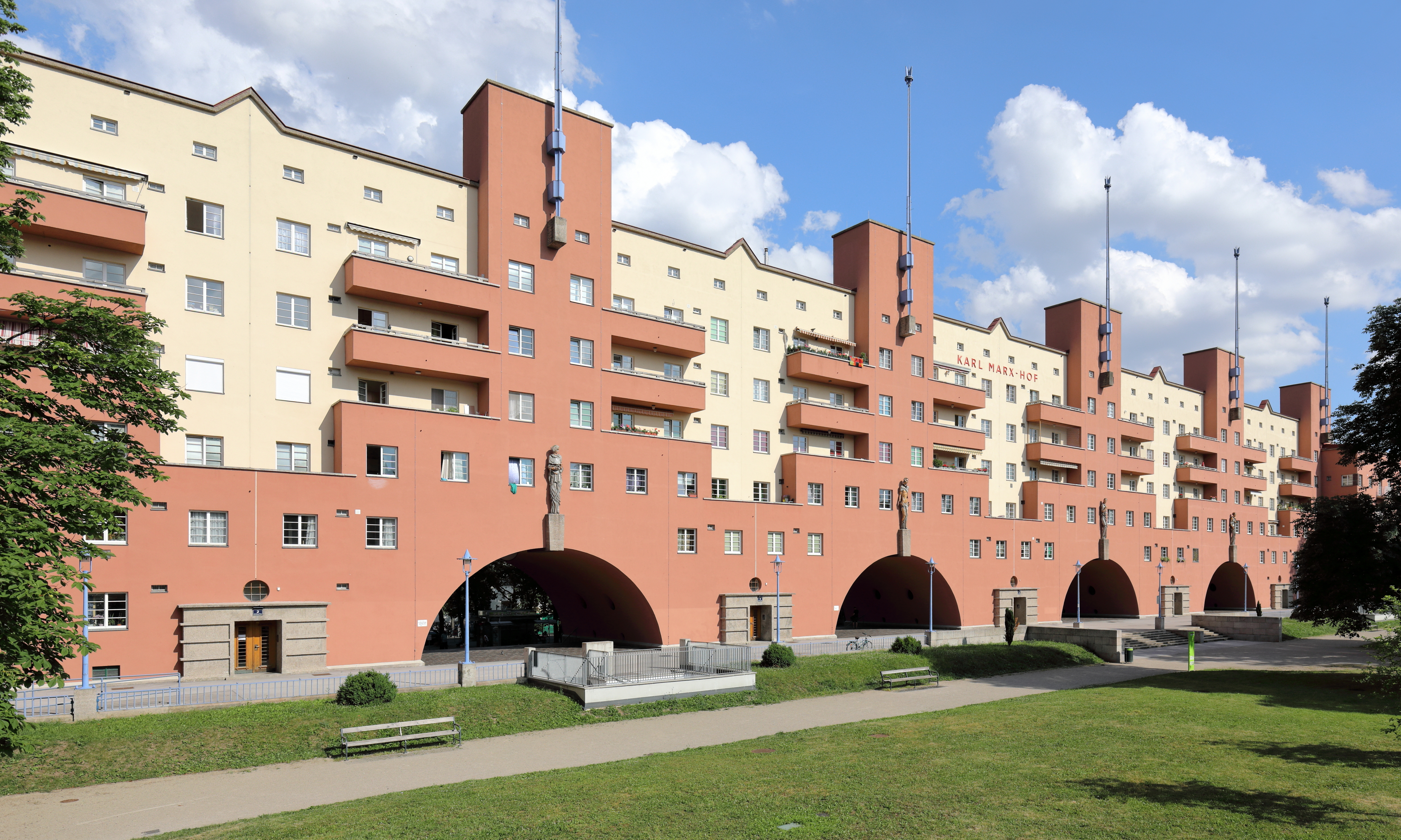
L’immeuble d’habitation Karl-Marx-Hof, construit entre 1927 et 1930. Un symbole de « Vienne la rouge ».

En 1918, l’Empire laisse la place à six États-nations. L’Autriche se retrouve « avec une capitale de 2 millions de citadins pour diriger un pays de 7 millions d'habitants ». » Dans ce contexte, où Vienne est en proie au chômage et à la famine (ainsi qu’à l’épidémie de grippe espagnole, qui « fait des milliers de victimes parmi lesquelles la fille de Freud, Sophie, et le peintre Egon Schiele »), les sociaux-démocrates prennent le pouvoir dans ce qu’on appelle bientôt « Vienne la rouge ».
Karl Kraus, qui « avant la guerre […] avait fait confiance à la bonne santé et à la vitalité des valeurs conservatrices pour s’opposer […] au triomphe complet du matérialisme, du mercantilisme, du productivisme et du consumérisme déchaînés » est l’un des rares intellectuels à prendre publiquement parti pour le nouveau régime. À ceux qui dénoncent son ralliement à la social-démocratie, il répond prendre acte des événements récents.
Commentant les troubles auxquels donne lieu la défaite en Allemagne, et notamment les exactions nationalistes, il fait en janvier 1921 ce constat prophétique : « En Allemagne, où la croix gammée s’élève au-dessus des ruines de l’embrasement du monde, le droit légitime s’annonce dans l’acquittement, qui fait chaud au cœur, des étudiants de toutes les facultés du meurtre. » L’année suivante, il dénonce l’attentat des Corps francs (extrême droite) commis contre Maximilian Harden, le directeur de Die Zukunft avec qui il s’était brouillé avant la guerre.

Kraus poursuit ses soirées de lecture, qui connaissent toujours autant de succès, que le public soit bourgeois ou ouvrier (il donne une première séance de lecture devant un public de prolétaires en 1920, et il en donnera par la suite un certain nombre d’autres.) Mais à Innsbruck, en février 1920, à l’occasion de la lecture d’un passage des Derniers Jours de l’humanité, celle-ci est perturbée par des nationalistes allemands. La presse antisémite se réjouit de ce que le public ait réagi face aux « calomnies du juif viennois Karl Kraus » et réussit à obtenir de la police l’interdiction de la seconde séance de lecture initialement prévue. L’année suivante, un journal bavarois d’extrême droite, le Miesbacher Anzeiger, en appelle explicitement au meurtre de « l’anti-aryen » (Anti-arisch) Kraus. Deux ans plus tard, à Prague, une autre séance de lecture est interrompue par des militants pangermanistes. L’antisémitisme se développe également en Autriche où pour le recensement officiel de 1923, la coalition entre chrétiens-sociaux et pangermanistes réussit à introduire une catégorie « appartenance raciale » : le but est de discréditer la République, considérée comme « juive ». Kraus laisse cette case en blanc sur le formulaire qu’il remplit, et s’en excuse ironiquement dans la Fackel : 

« En ce qui concerne la question de la race, je n'ai malheureusement pas pu y répondre, étant donné que la seule chose que je sache avec certitude est que je ne fais pas partie de ceux dans l'intellectualité desquels elle trouve son origine. »

En cette même année 1923, Kraus quitte l’église catholique et ce qu’il appelle « le grand mensonge de son théâtre mondial », pour redevenir, comme après 1899, « sans confession. »
En 1925, puis en 1927, Kraus donne une série de conférences à la Sorbonne. Il est proposé par deux professeurs de l’université française (dont Charles Schweitzer, le grand-père de Jean-Paul Sartre) pour le prix Nobel de littérature en 1926. Il s’agit essentiellement, pour ces deux ex-« bourreurs de crâne », d’empêcher que le Nobel ne soit attribué à un Allemand (en l’occurrence, Thomas Mann). La demande est renouvelée en 1926 et en 1928, toujours en vain : « il nous est apparu impossible de considérer la production de ce publiciste comme un "durable monument" de la littérature allemande et bien souvent même, c’est à peine si elle nous paraissait intelligible », explique en 1930 Per Hallström, rapporteur de la commission du prix Nobel pour motiver le refus de celle-ci. Hallström ne cache d’ailleurs pas son dégoût en face d’un homme qui, écrit-il, s’est « pendant la guerre […] comporté comme un pacifiste altéré de sang [et qui] après la guerre […] a prononcé un verdict rigoureusement destructeur contre les structures nationales menacées par le désastre et qui tentaient de survivre. »
Karl Kraus, de son côté, est à l’époque engagé dans d’autres combats : écœuré de ce qu’Alfred Kerr puisse faire des tournées de conférences en Angleterre, aux États-Unis et en France afin de promouvoir la paix, alors qu’il signait, sous le pseudonyme de Gottlieb, des poèmes bellicistes et patriotiques durant les hostilités, Kraus propose de rééditer ces poèmes dans Die Fackel et demande au nouvel apôtre de la paix de « reverser les honoraires de ses conférences aux veuves et aux orphelins de la guerre. » Kerr parvient à obtenir en 1928 une décision de justice interdisant à Kraus de publier les poèmes en question. Ce dernier publie alors une partie des minutes du procès sous le titre : « le plus grand couard de tout le pays. »

Une autre polémique violente oppose Karl Kraus au préfet de police de Vienne Johann Schober (1874-1932), à la suite des émeutes du 15 juillet 1927, au cours desquelles les manifestants prennent d’assaut et incendient le palais de Justice. La police ouvre le feu, faisant plus de 80 morts et 600 blessés parmi les manifestants. Kraus placarde lui-même sur les murs de Vienne le texte suivant : 

« Au préfet de police de Vienne, Johann Schober.
Je vous somme de démissionner.
Karl Kraus, éditeur de la Fackel. »

Elias Canetti, qui est présent à Vienne à cette époque, fera plus tard remarquer que Kraus « fut la seule personnalité publique à agir ainsi et, [que] tandis que les autres célébrités […] refusaient de s’exposer ou peut-être de se rendre ridicules, lui seul trouva le courage de dire son indignation. » Ni ce texte, ni ceux qui paraissent dans Die Fackel ne parviennent à pousser Schober à la démission. Par la suite, Karl Kraus prend de plus en plus ses distances avec les sociaux-démocrates, avec lesquels la rupture est consommée en 1932, par la publication de l’essai Hüben und drüben. Il conserve néanmoins des défenseurs au sein de l’opposition de gauche à l’intérieur du parti, et il se rapproche un temps du Parti communiste d’Autriche.

### La dernière nuit de l’humanité (1933–1936)
En octobre 1933 paraît le numéro 888 de la Fackel. On s’attendait à y trouver les prises de position de Karl Kraus sur la montée du nazisme. Mais la revue, dont la sortie a été différée de plusieurs mois, ne contient, outre le texte du discours prononcé par Karl Kraus sur la tombe d’Adolf Loos, mort en août de la même année, qu’un poème de dix vers :
    Que l'on ne me demande pas ce que j'ai fait tout ce temps.

   Je reste muet ;

   Et ne dis pas pourquoi.

   Et il y a silence que la terre éclata.

   Aucun mot qui convînt ;

   L'on parle seulement à partir du sommeil.

   Et l'on rêve d'un soleil qui riait.

   Cela passe ;

   Après il était indifférent.

   Le mot s'endormit lorsque ce monde s'éveilla.

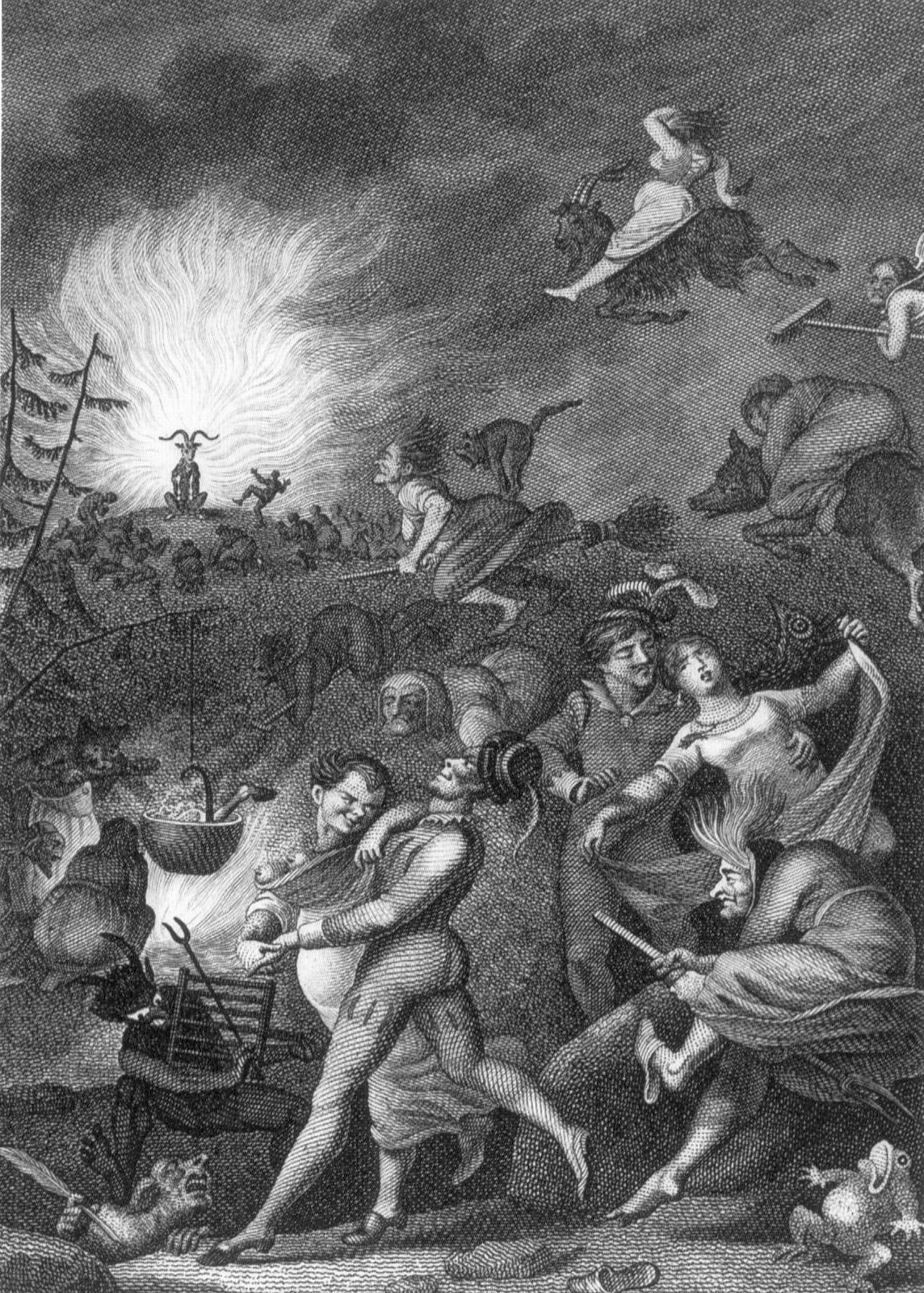
La Nuit de Walpurgis, gravure de W. Jury, d’après Johann Heinrich Ramberg, pour illustrer le Faust de Goethe.

Le silence de Karl Kraus n’est pourtant qu’apparent, bien qu’il ait sans doute été décontenancé lorsqu’il « s’est trouvé tout à coup en présence d’un ennemi bien différent [de ceux auxquels il avait eu affaire jusque-là, et] qui était, pour lui, d’une espèce complètement inédite. » Un ennemi contre lequel la satire apparaît comme une arme dérisoire, et qui, vu de l’extérieur, semble réaliser une partie de ce que Kraus n’a cessé d’appeler de ses vœux, notamment pour tout ce qui concerne la mise au pas de la presse et les freins mis au libéralisme , à l’encontre duquel il a toujours fait montre du plus grand scepticisme. En réalité, Karl Kraus rédige son dernier grand pamphlet, qui en référence au Second Faust de Goethe, est intitulé : Troisième nuit de Walpurgis. Ce texte, qui devait paraître dans un cahier de la Fackel de près de 400 pages, s’ouvre sur une formule restée fameuse : « Mir fällt zu Hitler nichts ein » (« En ce qui me concerne, je n’ai aucune idée sur Hitler »), avant de s’efforcer ensuite de « dire l’indicible, même si cela ne doit pas aller au-delà de la tentative visant à montrer l’inanité des moyens intellectuels. »
En particulier, plus que dans aucun autre de ses écrits, la question juive est évoquée, Kraus assistant médusé à ce qu’il avait cru impensable : « l’antisémitisme […] devenu un des éléments de base d’un programme politique qui a commencé à être appliqué dans les faits, sans susciter une réaction sérieuse de la part de la population concernée. » Le boycott des commerces juifs en particulier, « pas encore reconnu même par un bon nombre de Juifs comme une déclaration de guerre mortelle, traverse le texte comme un avertissement fatidique », note le biographe de Kraus, Friedrich Rothe.
Au dernier moment, Kraus décide de ne pas publier ce texte, afin notamment de ne pas mettre en danger la vie de ceux qui en Allemagne auraient pu être considérés comme faisant partie de ses proches ou de ses disciples. Il en livre toutefois de larges extraits dans le cahier de janvier-février 1934 de la Fackel.
Dans ce même cahier, Kraus prend position face au coup de force du chancelier Engelbert Dollfuss qui, en février 1934, instaure un régime autoritaire (parfois qualifié d’austrofasciste) en écrasant dans le sang la grève générale lancée en défense de la démocratie. À la surprise et à la consternation de nombre de ses lecteurs, Kraus approuve le coup de force : le nationalisme autrichien lui apparaît comme étant la seule force capable de faire barrage au pangermanistes désireux d’un Anschluss qui équivaudrait à l’annexion pure et simple de l’Autriche (d’autant plus qu’une partie des sociaux-démocrates autrichiens eux-mêmes sont restés, malgré l’ascension d’Hitler , partisans de l'Anschluss). « Tout plutôt que Hitler » est son mot d’ordre explicite.
Après l’assassinat de Dollfuss et le putsch raté des nazis autrichiens le 25 juillet 1934, Karl Kraus retourne dans la semi-retraite qui était la sienne après sa rupture avec les sociaux-démocrates. Il prépare quatre volumes d’adaptations de drames de Shakespeare et consacre le reste de son temps à ses soirées de lectures publiques, dont la dernière se déroule le 22 novembre 1935 : on vient de déceler chez lui une maladie cardiaque, et un accident de la circulation (il est renversé par un cycliste) aggrave encore considérablement son état de santé.
Karl Kraus donne sa 700e et dernière soirée de lecture, en privé, le 2 avril 1936. Deux mois plus tôt, l’ultime cahier de la Fackel (no 917-922) est paru.
Tombé malade une dizaine de jours auparavant, il meurt le 12 juin 1936. On rapporte qu’une de ses dernières paroles aurait été, en réponse à une observation d’une amie, Helene Kann, qui lui reprochait d’être injuste envers son médecin : « Envers qui ai-je donc jamais commis une injustice ? »
Après la mort de Karl Kraus, Helene Kann met à l’abri en Suisse une partie des archives de l’écrivain. Tout ce qui reste à Vienne (livres, manuscrits, lettres et documents divers) est pillé et détruit après l'Anschluss.

## Grand combat: contre la presse, pour la langue

### Situation de Karl Kraus
Karl Kraus a abordé ses grands combats dans une « position de combattant isolé et sans espoir. » Cet isolement tient selon Lucien Goldmann au fait que Kraus était au fond un réactionnaire, qui jugeait son époque à l’aune d’idéaux révolus, ceux du Bildungsideal d’un Goethe ou d’un Schiller, un « idéal individualiste de l’homme entièrement et harmonieusement développé du point de vue spirituel et moral. » Ce serait « cette position de dernier paladin d’une idéologie qui ne représente plus aucune classe sociale de son temps » qui expliquerait ce que Walter Benjamin a analysé comme étant un « étrange mélange de théorie réactionnaire et de pratique révolutionnaire. »
Sur cette question de la situation de Karl Kraus dans le champ idéologique, Jacques Bouveresse est arrivé à une conclusion sensiblement différente de celle à laquelle est parvenu Goldmann : opposant le cas de Kraus à celui d’Oswald Spengler, présenté comme un parangon de la pensée conservatrice, Bouveresse note qu’à la différence de ce dernier, Karl Kraus n’analyse jamais la notion de déclin de la civilisation comme un affaiblissement de la volonté de puissance, mais comme l’assujettissement de la finalité de l’existence aux moyens de vivre. « Le progrès, écrivait Kraus, vit pour manger et démontre de temps à autre qu’il peut même mourir pour manger. » Le progrès de la technique en particulier se poursuivrait en ayant perdu de vue sa finalité (assurer à l’homme un minimum d’autonomie, de sécurité et d’efficacité par rapport à la réalité qui l’entoure) pour se réduire à un processus d’essence guerrière de domination de la Nature qui met en péril la survie même de l’humanité. Jacques Bouveresse estime donc que la posture politico-philosophique de Karl Kraus serait analogue à celle que Nietzsche analysait comme étant celle de Schopenhauer : « la réaction comme progrès. »
Quoi qu’il en soit, selon la plupart de ses commentateurs, les « guerres » de Karl Kraus conserveraient toute leur actualité, et l’œuvre du polémiste autrichien pourrait être vue, selon Pierre Bourdieu, comme une « sorte de manuel du parfait combattant contre la domination symbolique. »
De tous ses combats, celui que Kraus mena le plus durablement et avec le plus de pugnacité fut celui qui l’opposa à la presse et aux journalistes.

### Formatage de l’information

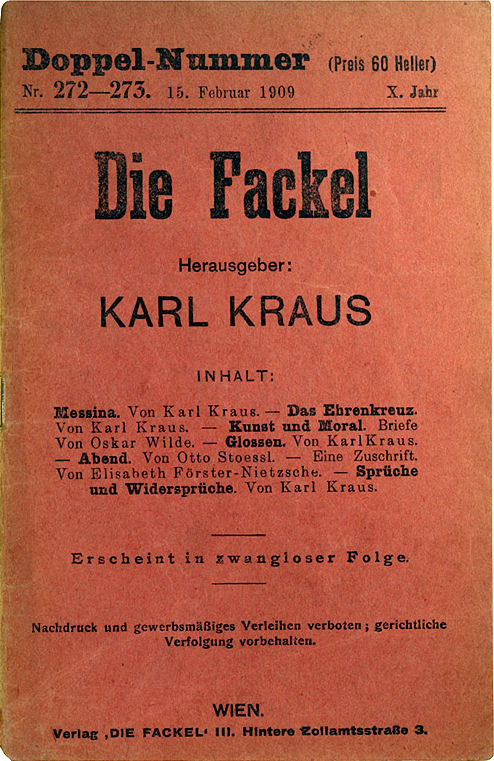
Couverture du cahier no 272-273 de Die Fackel (1909).

Si en matière de presse, Karl Kraus « a, d’une certaine façon, connu le pire (une presse qui n’avait jamais été et ne sera sans doute jamais plus à la fois aussi puissante et aussi irresponsable) », la lutte contre la corruption des médias ne représente qu’une partie de son combat. Selon lui, la presse est dangereuse en raison de la structure même du journal, dont le calibrage prédéfini et la parution régulière obligeraient à faire passer l’information par un prisme déformant, qui égaliserait dans un même format l’important et l’accessoire, l’événement historique et le fait divers. « Le principe fondamental de la possibilité d’entrée intellectuelle pour tout ce qui est imprimé quotidiennement, écrit Kraus, est : tout est égal et ça sera toujours assez vrai. » C’est la raison pour laquelle, à l’inverse des autres journaux, Die Fackel, qui devait initialement paraître trois fois par mois, avait une parution irrégulière, et que sa pagination pouvait être de trois pages (par exemple, le numéro 888, d’octobre 1933) comme de trois cents pages (le cahier no  890-905 de juillet 1934).

### Pouvoir et irresponsabilité
Malgré le pouvoir exorbitant de la presse, dont un « baron » comme Moritz Benedikt (1849 - 1920), propriétaire de la Neue Freie Presse, et cible privilégiée de Karl Kraus, pouvait être décrit dans The Times comme ayant eu une influence « qui était aussi puissante à sa façon que celle du défunt empereur François-Joseph lui-même », celle-ci n’entendrait pas assumer ses écrasantes responsabilités. Son attitude avant, pendant, et après la Première Guerre mondiale est à cet égard, aux yeux de Kraus, révélatrice : « les guerriers de la presse, écrit Jacques Bouveresse, qui ont déchaîné l’hystérie belliciste, entretenu pendant toutes ces années la ferveur cocardière et menti de façon systématique sur la réalité effroyable de la guerre, savaient que rien de ce qui peut arriver aux chefs militaires ou aux responsables politiques ne peut leur arriver à eux. » Ils ont, comme l’écrit Karl Kraus, « joué sans mise » (la manière dont un Alfred Kerr sut passer du bellicisme au pacifisme prenait dès lors valeur de symbole), et c’est la raison pour laquelle Kraus avait proposé après la guerre que les journalistes soient livrés à l’ennemi en guise de tribut, ou alors traduits devant un tribunal international.
Mais cette capacité qu’auraient les journalistes à oublier le lendemain ce qu’ils ont fait la veille ne se manifeste pas que dans ces circonstances extraordinaires ; elle est liée elle aussi à la nature de leur activité : l’actualité change tous les jours, et même si ce qui est vrai un jour est supposé l’être également le jour suivant, « la vérité d’aujourd’hui n’est pas celle d’hier et n’a même pas forcément un lien d’implication ou de cohérence quelconque avec elle. » Aussi, « celui qui peut oublier et faire oublier le lendemain ce qu’il a écrit la veille n’aura évidemment jamais à rendre compte de rien et à reconnaître des fautes de nature quelconque. »

### La liberté de la presse contre la liberté
En dehors du fait qu’ils exercent leur pouvoir en s’exonérant de leurs responsabilités, Kraus accuse les journalistes d’associer sans vergogne la liberté de la presse et l’émancipation des individus. Au contraire, estime Kraus, « la liberté de la presse est l’ange exterminateur de la liberté », en ce qu’elle consisterait à donner aux journalistes l’impunité totale pour « crier depuis les toits de la chose imprimée n’importe quelle polissonnerie qui dans les échanges normaux serait pourvue d’une muselière », et à soustraire à toute protection légale « la vie privée, la moralité, la santé et la sécurité économique, et pour finir l’honneur. »
Au regard de ces éléments, Karl Kraus estime qu’en définitive les bienfaits apportés par la liberté de la presse sont inférieurs aux méfaits qu’elle entraîne, et pour cette raison « que le droit d’informer ne peut être dissocié de l’obligation corrélative de le faire honnêtement et que l’on n’a aucun moyen réel de faire respecter celle-ci, puisque les journaux démontrent à chaque instant qu’ils peuvent l’ignorer en toute impunité. »

### Phrase contre l’imagination

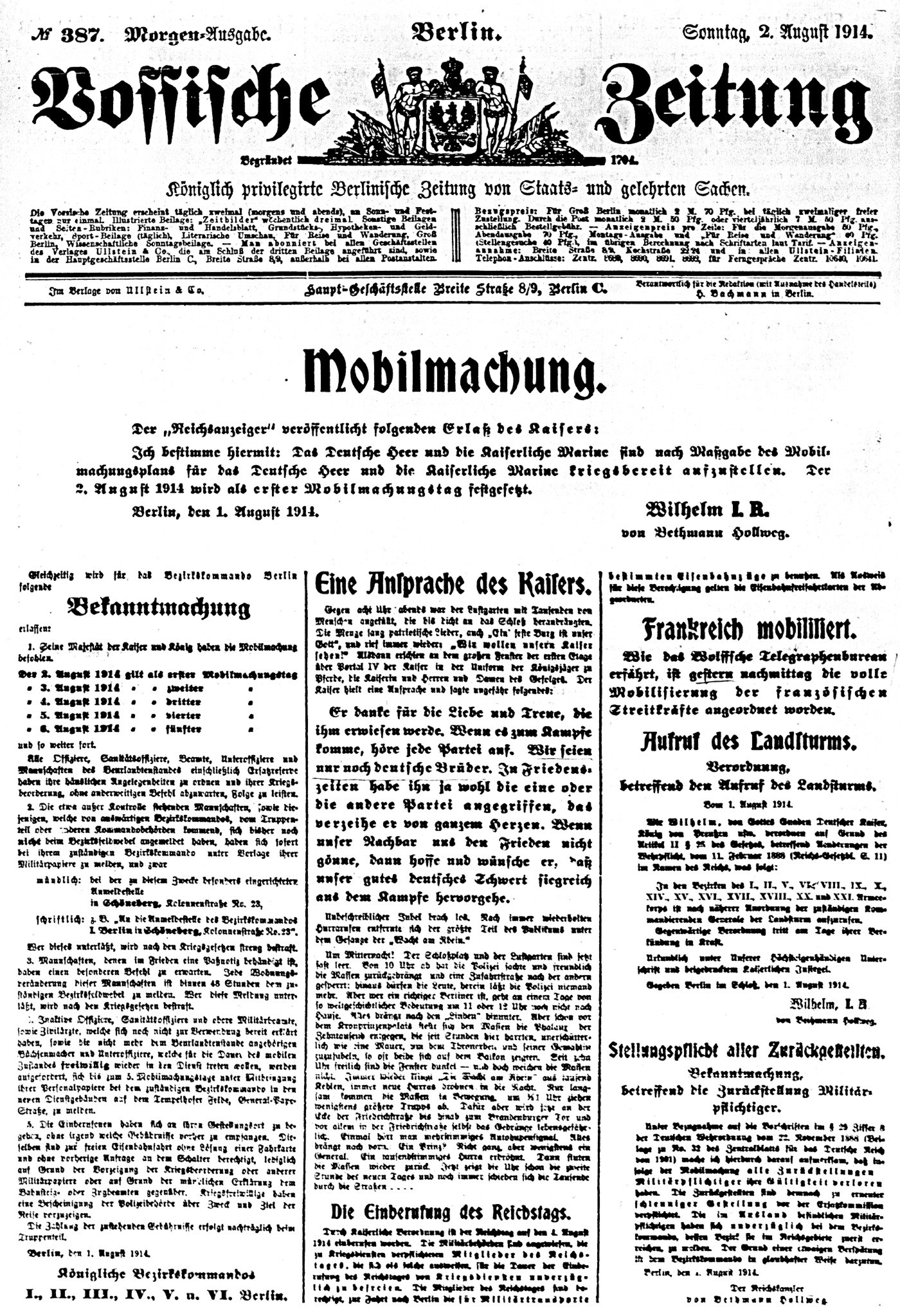
Première page du Vossische Zeitung (Berlin), annonçant la mobilisation générale en août 1914.

Toutes ces critiques restent néanmoins de peu de poids face à l’accusation majeure formulée par Karl Kraus, à savoir que c’est la presse qui devrait être considérée comme la principale responsable des deux catastrophes majeures qui ont frappé l’Europe de la première moitié du XXe siècle : la Grande Guerre et le nazisme, parce qu’elle a été le principal artisan de la corruption de la langue, de ce que Kraus nomme « la catastrophe de la mise en phrases » (Die Katastrophe der Phrasen.)
La langue représente en effet pour Karl Kraus bien autre chose qu’un simple outil de communication. Elle est ce à partir de quoi l’on pense : « c’est elle qui guide la pensée en ouvrant ses possibilités ; c’est en elle que la parole se singularise en toute fidélité sémantique à ce qu’elle autorise ; c’est elle qui oblige en disposant le cadre de toute responsabilité de vérité et d’éthique. [Elle est] ce qui énonce la condition de la pensée libre. » Son essai Die Sprache (La Langue) s’achève sur ces mots : « Que l’homme apprenne à la servir ! »
Dans cette perspective, la langue, condition nécessaire de la pensée et de l’éthique, n’est pas un instrument dont on se servirait pour représenter le monde. Elle doit plutôt être vue comme une maîtresse que l’on sert, afin de pouvoir en activer les potentialités expressives. Et ce qui doit réveiller « ce qui en elle est vivant et non pas mécanique, inspiré et non pas à disposition instrumentale », c’est l’imagination, qui ne doit pas être entendue comme un synonyme de « fantaisie », « ne serait-ce que parce qu’elle doit viser sens, ordre, forme et cohérence en produisant analytiquement et synthétiquement un monde. » La langue vivifiée par l’imagination, qui seule est apte à produire de la pensée, s’incarne exemplairement dans la littérature, et plus particulièrement dans le poème parce qu’en lui, « le langage façonne monde et sens par l’imagination », il préserve son unité, qui est en revanche rompue lorsqu’il est assujetti à la représentation de la réalité : « dès lors que la langue se fie aux contenus objectifs et intentionnels qu’elle véhicule, elle se laisse contaminer par les assauts de l’extériorité avec tous ses attributs – valeurs dominantes, discours convenus et obligés, contraintes commerciales de la Presse, idéologie. » Lorsqu’elle « s’épuise dans la duplication d’une objectivité construite et conventionnelle », la langue, devenue « mécanique et disponible, indéfiniment réitérable », est appelée par Kraus : la « phraséologie ».
Cette réduction du langage à un instrument dévitalisé de communication est précisément ce que Karl Kraus reproche au journalisme d’avoir accompli. Et c’est cette mortification de la langue, l’appauvrissement de l’imagination qu’à la fois elle engendre et qu’elle implique (ce qui revient donc à appauvrir la pensée), qui devait selon lui trouver son accomplissement dans la rhétorique de la propagande belliciste ainsi que dans celle du nazisme :

« Le national-socialisme n'a pas anéanti la presse, mais la presse a produit le national-socialisme. En apparence seulement, comme réaction, en réalité comme accomplissement. »

« Ce n'est pas le fait que la presse a mis en mouvement les machines de la mort – mais le fait qu'elle a vidé notre cœur au point que nous ne sommes plus en mesure de concevoir comment ce serait : voilà son crime de guerre. »

### Éthique de la satire
Cette conception éthique du rapport de l’homme avec la langue, outre qu’elle rappelle beaucoup les théories que développe Ludwig Wittgenstein, grand admirateur de Karl Kraus, est également mise en relation par Jacques Bouveresse avec les analyses sur la LTI (Lingua Tertii Imperii) développées par Victor Klemperer pour rendre compte de la façon dont les idées nazies s’étaient insinuées dans les esprits : « Le nazisme s’insinua dans la chair et dans le sang du grand nombre à travers des expressions isolées, des tournures, des formes syntaxiques qui s’imposaient à des millions d’exemplaires et qui furent adoptées de façon mécanique et inconsciente », écrivait dans son journal le philologue allemand.
On retrouve des vues proches, sinon similaires, chez un George Orwell, qui note dans son essai de 1946 sur La Politique et la langue anglaise qu’il lui semblait que « les langues allemande, russe et italienne se sont, sous l’action des dictatures, toutes dégradées au cours des dix ou quinze dernières années. » Mais là où Orwell voit dans la corruption de la langue un effet des circonstances politiques, Kraus a tendance à inverser le rapport de causalité, et à considérer que, étant donné la liaison intime qui existe entre la pensée et son expression langagière, passé un certain stade, le processus de dégradation de la langue ne peut plus être enrayé : la pensée, enchaînée à la langue corrompue, ne dispose plus « de la distance critique et de la capacité de réaction nécessaire pour enrayer le processus de déclin et de détérioration du langage. »
Dans cette perspective, le travail du satiriste consiste à faire entendre à ses lecteurs (et, au cours des soirées de lecture, à ses auditeurs) cette corruption de la langue, à leur faire prendre conscience de l’abîme qui sépare la langue de Goethe de celle de Goebbels là où ils ne perçoivent entre les deux aucune discontinuité : « On aiderait l’homme si on pouvait lui ouvrir, sinon l’œil pour l’écriture d’autrui, du moins l’oreille pour sa propre langue, et lui faire vivre à nouveau les significations que, sans le savoir, il porte quotidiennement à sa bouche », écrit-il. L’une des armes privilégiées de Kraus pour atteindre cet objectif est la citation. Celle-ci est en effet, selon la description qu’en a donnée Pierre Bourdieu, « une citation de combat : il prend un morceau et il le renvoie à la figure de celui qui l’a produit. » Elle est surtout, dans un monde dans lequel la réalité est devenue à ce point caricaturale qu’elle dépasse toutes les satires qui pourraient en être faites, la dernière arme plausible dont peut user le satiriste, ainsi que l’écrit Kraus dans un article consacré au « reportage » :

« Le reportage est la réalité et c'est pourquoi la satire ne peut pas ne pas être, elle aussi, surpassée de loin par le reportage. Sa prestation stylistique la plus élevée est l'arrangement typographique. La satire inventive n'a plus rien à chercher ici-bas. Il n'y a rien à inventer. Ce qui n'est pas encore là viendra demain. Attendons ! »

## Karl Kraus face à ses contemporains

### Écrivains

#### Porter Georg Trakl vers «les sommets où règne le calme»

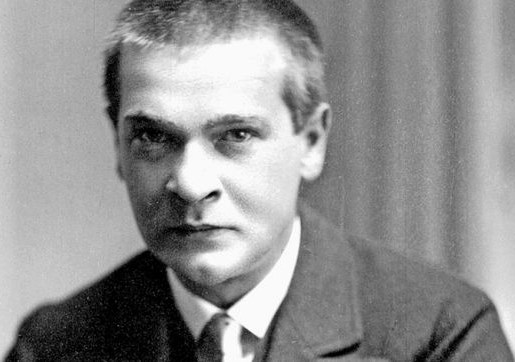
Georg Trakl

Georg Trakl rencontre Karl Kraus en 1912, avec lequel il se lie bientôt d’amitié. Il rédige l’année suivante un poème intitulé Karl Kraus, courte et lyrique description du rédacteur du Fackel :
« 
Grand-prêtre blanc de la vérité,
 
Voix cristalline, habitée du souffle glacial de Dieu,
 
Magicien courroucé,

Sous son manteau flamboyant cliquète le harnais bleu du guerrier.

(Georg Trakl, Karl Kraus, 1913, traduction de Gerald Stieg.)
 »
Par la suite, Kraus lance des appels à souscription pour aider à la publication des œuvres poétiques de Trakl, et c’est indirectement grâce à lui si Trakl reçoit les 20 000 couronnes lui permettant de résoudre ses problèmes financiers : il s’agit en effet d’une partie de la somme que Ludwig Wittgenstein avait prélevée sur son héritage en vue de la répartir entre des écrivains et des artistes « méritants et nécessiteux. » Wittgenstein, qui admirait Karl Kraus, avait confié aux soins de Ludwig von Ficker, éditeur de la revue Der Brenner, le soin de répartir cette somme entre les personnes de son choix, parce que ce dernier avait la confiance de Kraus.
Après la mort prématurée de Georg Trakl en 1914, Karl Kraus rend hommage à plusieurs reprises dans sa revue à celui qu’il considère comme l’un des plus grands poètes de langue allemande, le plaçant « sur les sommets où règne le calme », aux côtés entre autres de Goethe et Hölderlin.
Le cas de Georg Trakl est loin d’être isolé, ainsi que l’a rappelé Jacques Bouveresse dans Schmock, ou le triomphe du journalisme, l’ouvrage qu’il a consacré à Karl Kraus :
« 
On invoque souvent contre Kraus le fait qu'il n'aurait été capable que de critiquer et de dénigrer. Mais, en réalité, rien n'est plus faux : il a aussi beaucoup loué. Il ne s'est pas contenté, comme on le croit parfois, de ridiculiser de fausses gloires et de détruire des réputations usurpées, il a également publié, défendu, promu et soutenu (moralement et parfois aussi matériellement) un bon nombre d'écrivains et d'artistes […] qui méritaient particulièrement d'être aidés et en avaient le plus grand besoin. »
Parmi ces artistes et écrivains que Karl Kraus a soutenu, on peut citer les noms d’August Strindberg, Else Lasker-Schüler, Peter Altenberg, Frank Wedekind, Adolf Loos, ou encore Arnold Schönberg.

#### Bertolt Brecht et le «brave ignorant»
C’est à l’occasion d’une controverse déclenchée en 1929 par le poète et critique Alfred Kerr contre Bertolt Brecht, que le premier accusait de plagiat, et au cours de laquelle Kraus prit position en faveur de Brecht, que les relations se nouèrent entre l’écrivain viennois et le dramaturge allemand. Les deux hommes appréciaient leurs œuvres réciproques, et en 1933, alors que Karl Kraus était vivement attaqué pour avoir expliqué dans un poème pourquoi, à la suite de l’avènement d’Hitler et du parti nazi en Allemagne, la parution de Die Fackel était devenue sans objet, Brecht écrivit un poème pour justifier la position de Kraus :
« 
[…]

À un certain niveau d'horreur

Les exemples n'ont plus de sens

Les forfaits se multiplient

Et les plaintes se taisent.

Les crimes dans la rue bruyamment se pavanent

Défiant toute description.
[…]
Lorsque l'homme éloquent s'excusa

De ce que la voix lui manquait

Le silence comparut à la barre

Ôta le drap qui le masquait

Et déclara : je suis témoin.

(Bertolt Brecht, « Sur le sens du poème de dix vers de Kraus, publié dans Die Fackel octobre 1933 ») »
Ce poème est publié à Vienne par l’intermédiaire d’amis de Brecht, à l’occasion du soixantième anniversaire de la naissance de Kraus. Mais, entretemps, le rédacteur de la Fackel a pris fait et cause pour le chancelier Dollfuss contre les ouvriers, dont la résistance à son coup de force avait été réprimée dans le sang. Et ce, ajoute Kraus, bien que « par nature », il aurait dû être du côté des ouvriers, et qu’il n’a rien de commun avec la droite autrichienne, mis à part le fait de partager ses vues sur les nécessités qui s’imposent alors à l’Autriche.
Bertolt Brecht ne pouvait pas ne pas répondre à cette prise de position, d’autant plus que son poème en défense de Kraus, paraissant après l’instauration de la dictature et les prises de positions subséquentes de l’éditeur de la Fackel, pouvait être considéré comme une caution apportée par le dramaturge allemand à ces dernières. Il écrit donc un autre poème, « Sur la chute rapide du brave ignorant », qu’il fit parvenir à Karl Kraus :
« 
Quand nous eûmes excusé l'homme éloquent de son silence

Entre la rédaction de la louange et son arrivée s'écoula

Un petit laps de temps. C'est alors qu'il parla.

Mais il porta témoignage contre ceux qu'on avait fait taire

Condamna ceux qu'on avait condamnés à mort

Glorifia les assassins et chargea les assassinés.

[…]

Il démontra ainsi

Que la bonté compte bien peu quand on manque de connaissances

Que le désir de proclamer le vrai est sans effet
 
Quand on ne sait pas ce qui est vrai.

(Bertolt Brecht, « Sur la chute rapide du brave ignorant ») »

Néanmoins, note Kurt Krolop, Brecht a toujours conservé de l’estime pour Kraus, à la fois en tant que dramaturge ayant inventé le principe du « théâtre documentaire », et comme étant celui « qui a lutté contre l’oppression et la dégradation de l’homme », ce que résume cette formule de Bertolt Brecht à propos du rédacteur de la Fackel : « Quand le siècle leva la main sur soi, Kraus fut cette main. »

#### La «blessure Karl Kraus» d’Elias Canetti
Plus heureux que Karl Kraus de ce point de vue, Elias Canetti se voit remettre le prix Nobel de littérature en 1981. Lors de son discours de réception, il déclare recevoir ce prix au nom de « quatre hommes dont [il] n’arrive pas à [se] séparer » : le premier d’entre eux est Karl Kraus.
C’est en 1924, alors qu’il est depuis peu arrivé à Vienne que le futur auteur d’Auto-da-fé découvre Karl Kraus, à l’occasion de l’une des soirées de lecture que donne, devant un public aussi nombreux que fanatique, le rédacteur de Die Fackel. Très vite, le jeune homme est séduit et entre, ainsi qu’il l’écrira plus tard, « comme étudiant à l’université Karl Kraus. » Ce qui séduit Canetti chez Kraus, c’est l’exigence éthique, l’engagement total, l’indignation radicale, tels qu’ils s’expriment avec le plus d’éclat dans un texte comme Les Derniers jours de l’humanité :
« 
… il [Kraus] voit toujours côte à côte ceux que la guerre a avilis et ceux qu'elle a gonflés : les mutilés de guerre et les profiteurs de guerre ; le soldat aveugle et l'officier qui veut être salué par lui ; le noble visage du pendu et la grimace mafflue de son bourreau ; ce ne sont pas là, chez lui, de ces choses auxquelles le cinéma nous a accoutumés par ses contrastes faciles ; elles sont toutes chargées encore d'un effroi que rien ne pourra apaiser. »
L’admiration se mue bientôt en une vénération qui atteint à son paroxysme après le 15 juillet 1927, lorsque Kraus est le seul à dénoncer le massacre des ouvriers viennois : « À l’immense esprit protecteur, au seul juge de Vienne ! […] Je vous remercie de tout mon cœur, de tout mon corps et de toute mon âme pour votre action ! », écrit Elias Canetti au rédacteur de la Fackel.
Aussi la déception de Canetti est-elle à la mesure de son enthousiasme antérieur lorsqu’il apprend que, face à la répression par Dollfuss du soulèvement ouvrier de février 1934, Karl Kraus défend le premier contre les seconds. Dans une lettre adressée à son frère, Elias Canetti exprime toute son indignation en face de l’attitude de Kraus : il a honte d’avoir été influencé par « ce Thersite », ce « Goebbels de l’esprit », cette « sorte de Hitler des intellectuels » pour qui « l’Allemagne seule représente le diable, tous les autres sont des anges », essentiellement parce qu’il a été impressionné par « la menace qui pèse sur les relations sexuelles entre Juifs et Aryens. »
Comme beaucoup de ses anciens admirateurs, Canetti considère que Karl Kraus est, symboliquement, mort en 1934. D’ailleurs, lorsqu’il se rend une dernière fois à une lecture de Kraus pour déchirer devant lui un exemplaire de la Fackel, Canetti remarque que devant ce geste, le visage de Kraus ressemble à un masque mortuaire.
Néanmoins, note Gerald Stieg, Canetti a vite compris que « Kraus avait eu raison d’un point de vue historique », y compris sur cette question des relations sexuelles entre Juifs et Aryens, à propos de laquelle il trouvait absurde que Kraus insistât, alors qu’elle était bien « un indicateur de toute première importance des horreurs à venir. » Mais jusque dans les dernières années de sa vie, Elias Canetti restera marqué par « la blessure Karl Kraus », qui ne s’est pas ouverte en 1934, mais quelques années plus tôt, lorsque Canetti a pris conscience de la « dictature » que l’influence de Kraus exerçait sur lui, et de la nature véritable de celle-ci : « Il a fallu des décennies pour que je comprisse que Karl Kraus était parvenu à former une "masse ameutée" composée d’intellectuels : une masse qui se rassemblait à chaque séance de lecture pour exister à l’état aigu jusqu’à ce que la victime fût abattue. »
À partir de cette réflexion sur la séduction exercée par la rhétorique krausienne, Canetti en revient à la comparaison qu’il faisait en 1934, mettant en parallèle les effets de cette séduction avec ceux du nazisme :
« 
[…] moi aussi j'eus mes "juifs" ; des êtres dont je me détournais lorsque je les rencontrais dans les cafés ou dans la rue ; que je n'honorais pas d'un regard ; dont le sort ne me concernait pas ; qui étaient pour moi mis au ban et rejetés ; dont le contact m'aurait souillé ; que, très sérieusement, je ne comptais plus au rang de l'humanité : les victimes et les ennemis de Karl Kraus. »

#### Des salves de silence contre Robert Musil
Karl Kraus et Robert Musil sont de la même génération (Musil est né en 1880, Kraus en 1874), ils vivaient tous deux à Vienne, fréquentant les mêmes cafés, et partageaient, sur un certain nombre de sujets politiques et éthiques, des vues similaires. Néanmoins, explique Stéphane Gödicke, « Kraus et Musil se sont superbement ignorés tout au long de leur carrière, observant l’un envers l’autre un silence glacé » : le nom de Kraus n’est pratiquement jamais cité dans l’œuvre publiée de Robert Musil, et celui de Robert Musil ne l’est jamais dans celle de Kraus.
On trouve toutefois dans les journaux de Musil plusieurs jugements sur Karl Kraus, généralement négatifs : Musil se montre perplexe face à l’efficacité de la lutte que mène Kraus pour moraliser la vie publique et à l’isolement intellectuel dans lequel se complaît le directeur de la Fackel, dont l’influence s’épuiserait vainement entre, d’une part, une vénération improductive de la part de ses admirateurs, et d’autre part une opposition tout aussi stérile de la part de ses détracteurs. Surtout, Musil range Kraus parmi les « dictateurs de l’esprit », aux côtés de la psychanalyse et du nazisme. « Ce rapprochement, note Stéphane Gödicke, surprenant au premier abord, s’articule autour de deux caractéristiques communes aux trois phénomènes : une autorité quasi dictatoriale exercée par une personnalité charismatique, et une Weltanschauung dogmatique, donc simplificatrice. »
Quant à la présence du nom de Kraus dans l’œuvre publiée de Musil, on ne la retrouve guère que dans ses articles de journaux, à l’occasion de plusieurs controverses : en 1911, lors de la première polémique de Kraus contre Alfred Kerr (le premier à avoir découvert Musil en 1906), Musil prend la plume pour soutenir le critique berlinois contre les attaques du satiriste viennois. En 1922, à l’occasion de la représentation de pièces de Johann Nestroy, que Kraus admire, alors que Musil publie à leur sujet un compte rendu médiocrement élogieux. Enfin, en mai 1924, lorsque Musil publie dans la Prager Press un compte-rendu peu flatteur des manifestations organisées à l’occasion du soixantième anniversaire du rédacteur de la Fackel.
S’il a publié dans la Fackel une réponse aux critiques des pièces de Nestroy (sans citer le nom de Robert Musil), Karl Kraus a gardé le silence sur les autres articles de son compatriote dans lesquels était mentionné son nom. Le fait est surprenant, surtout concernant l’article de 1924 : La Fackel publie en effet, à la suite des manifestations organisées en l’honneur de Karl Kraus, des droits de réponse jusqu’en décembre 1924, dans lesquels il est répondu aux articles qui lui sont consacrés jusque dans des journaux polonais, hébreux et américains. Tout laisse à penser que la critique de Musil a volontairement été omise, ce qui était sans doute « la tactique la plus à même de blesser son [Musil] amour-propre, lui qui a souffert toute sa vie du manque d’attention porté à ses écrits », et qui est révélateur d’une certaine manière qu’avait Karl Kraus de choisir ses adversaires :
«  
On touche ici à l'un des problèmes essentiels de l'œuvre de Karl Kraus : on a parfois l'impression qu'il a construit toute une partie de celle-ci contre des ennemis qui n'en valaient pas la peine, négligeant au contraire quelques-uns de ses contemporains les plus célèbres et les plus intelligents. Bien entendu, on peut distinguer les combats menés au nom de principes contre des institutions ou des pratiques - auquel cas, les personnes à qui il s'en prend importent peu - et les combats ad hominem - auquel cas, on est obligé de reconnaître que Kraus s'est surtout confronté aux figures secondaires de son époque. »

### Soirées de lecture
Lors de ses 700 séances de lectures publiques d’œuvres effectuées de 1910 à 1936, qu’il s’agisse des siennes ou de celles de William Shakespeare, Johann Nestroy ou encore Jacques Offenbach, Kraus fascinait ses auditeurs par la puissance de ses interprétations, sa voix, ses capacités d’imitation et son talent de mise en scène. Ses lectures pouvaient réunir près de 2 000 personnes, comme lorsqu’il remplit le Musikverein ou le Konzerthaus de Vienne.
Elias Canetti a ainsi raconté dans Le Flambeau dans l’oreille comment il a découvert Karl Kraus à Vienne à l’occasion de sa trois centième conférence, qui pour l’occasion se déroulait dans la grande salle des concerts. Il évoque les applaudissements, « plus vigoureux [qu’il] n’en avai[t] jamais entendu, même dans les concerts », qui saluèrent son arrivée sur scène, ainsi que la surprise que lui causa sa voix lorsqu’il l’entendit pour la première fois : « elle avait quelque chose de peu naturel, de vibrant, comme un coassement ralenti. » Mais très vite, la voix changeait d’intonation et d’intensité, et « l’on s’émerveilla bientôt des multiples nuances dont elle était capable. »
Kurt Tucholsky, dans un compte-rendu paru à l’occasion des vingt ans de la Fackel écrivait quant à lui en 1920 que, « quand il fait des lectures, Kraus produit une impression très forte. Il ne lève presque jamais les yeux. Il lit vraiment - parfois, seulement, ses étranges doigts fins décrivent un demi-cercle, ou dessinent un geste en l’exagérant… »
L’effet produit par ces lectures sur le public était extraordinaire : la vibration de la voix de Kraus « se transmettait à la salle tout entière », qui vibrait à l’unisson, transformant les individus isolés en une foule compacte, en une masse.
Elias Canetti a expliqué plus tard que cette fascination qu’exerçait Kraus sur ses auditeurs prenait son origine dans une puissance oratoire sans équivalent :
« 
On ne le répètera jamais assez : ce Kraus en chair et en os qui vous arrachait à votre torpeur, vous tourmentait, vous écrasait, ce Kraus dont on n'arrivait plus à se passer, qui vous touchait et vous ébranlait si bien qu'il vous fallait des années pour rassembler vos forces et vous affirmer contre lui, c'était l'orateur. Il n'y eut jamais, depuis que j'ai vu le jour, un orateur comme lui dans aucun des espaces linguistiques que je connais. »

### Karl Kraus contre la psychanalyse
Dans un article de 1913 intitulé Psychologie non autorisée, Karl Kraus écrit à propos de la psychanalyse dont son compatriote et contemporain Sigmund Freud est alors en train d’établir la théorie et la pratique :
« 
Les psychanalystes, ce rebut de l'humanité, cette profession dont le seul nom semble associer la psyché et l'anus, se divisent en plusieurs groupes dont chacun publie sa propre revue pour y présenter sa manière particulière de blasphémer, d'outrager la nature et d'expliquer l'art. »
Kraus, néanmoins, n’a pas toujours eu une position aussi violemment hostile au sujet de la psychanalyse. Bien au contraire, en 1899, dans le premier cahier de la Fackel, il prend parti pour la « toute nouvelle psychologie » que Sigmund Freud est alors en train d’élaborer (L’interprétation des rêves est publié à la fin de la même année.) Il cite à plusieurs reprises dans sa revue le nom de Freud dont les travaux rejoignent l’un de ses combats de l’époque contre la pénalisation de l’homosexualité, et de façon plus générale en vue de dissocier la sexualité du statut d’exception où l’a reléguée la morale bourgeoise, et il va jusqu’à fréquenter les cours donnés par le fondateur de la psychanalyse à l’université de Vienne dans les années 1905-1906. De son côté, Freud n’est pas loin de voir dans le jeune écrivain un allié au sein d’une « petite minorité » qui doit se « serrer les coudes. »
Pourtant, à partir de 1907, la position de Kraus commence à évoluer vers une hostilité de plus en plus marquée, hostilité qu’a pu encore aggraver la tenue d’une conférence sur « la névrose de la Fackel » donnée en 1910 par un ancien collaborateur de la revue, Fritz Wittels, brouillé avec Karl Kraus pour des motifs d’ordre sans doute personnel et qui, outre cette analyse, fait paraître à la fin de la même année un roman satirique et antisémite (Ezechiel le provincial), dans lequel Kraus est caricaturé. Ce dernier ne semble pourtant pas avoir confondu les attaques de Wittels avec son hostilité théorique à la psychanalyse, dont il déploie la critique dans plusieurs directions successives, qui ont en commun d’examiner les conséquences de l’application de la théorie plutôt que de remettre en question la véracité de cette dernière.
La première critique de Karl Kraus concerne les travaux d’analystes qui entendent expliquer la création artistique à partir des pathologies qu’ils décèlent chez les créateurs, et qui se multiplient au cours de la seconde moitié de la première décennie du siècle. Selon Kraus en effet, cette tentative d’élucidation échoue à rendre compte de la singularité de l’œuvre d’art : si elle apporte quelques éclairages sur l’origine du matériau intime dans lequel puise l’artiste, la question de la mise en forme de ce matériau est escamotée. Si le complexe d’Œdipe est suffisant pour expliquer le sens et la genèse du Hollandais volant de Wagner, pourquoi tous ceux qui sont affligés du même complexe n’ont-ils pas composé d’œuvre équivalente ?
La seconde critique de Kraus s’inscrit dans une réflexion plus générale sur les statuts respectifs de l’homme de science et de l’artiste. Karl Kraus s’inscrit ici dans la lignée de Goethe pour affirmer la supériorité de l’art sur la science dans le domaine de la connaissance : selon lui, « la sexualité, dont il reconnait par ailleurs l’importance - ne peut être le principe ultime d’explication […] ce n’est pas la sexualité refoulée, commune à tous les individus, mais bien la « volonté créatrice » individuelle qui doit être mise au jour - ce dont seul l’art est capable. »
Enfin, l’argumentation de Kraus se place sur le plan éthique, plus précisément sur le plan de celle des psychanalystes : l’argent qui est demandé aux patients en vue d’obtenir leur guérison lui apparaît tout simplement comme du charlatanisme. Qui plus est, s’appuyant sur les analyses nietzschéennes du ressentiment, Kraus voit dans le psychanalyste un individu qui « aime et hait son objet, lui envie sa liberté ou sa force et les ramène à ses propres déficiences », proposition qu’il développe dans son essai Psychologie non autorisée (1913), sa charge la plus violente contre le mouvement psychanalytique, dans laquelle la forte influence des thèses d’Otto Weininger se fait sentir, et dont la rhétorique n’est pas dénuée de misogynie et d’antisémitisme : « le psychanalyste est mis ici en lien avec le principe féminin, le judaïsme, la cupidité ; il apparaît dans le texte comme un parasite nuisible aux œuvres nobles. »
La figure de Sigmund Freud lui-même est relativement épargnée par la critique krausienne : l’éditeur de la Fackel semble avoir conservé pour lui une certaine estime intellectuelle. Néanmoins, il ne pouvait pas exonérer Freud de sa responsabilité de fondateur d’une discipline dont il ne cesse de dénoncer les ravages et les dangers, en vertu du principe qu’il avait énoncé en 1908 dans son essai Heine et les conséquences : si Heinrich Heine doit être condamné pour avoir introduit en Allemagne (depuis la France) la prose journalistico-littéraire du « feuilleton », et donc pour avoir ouvert la porte à l’invention du journalisme moderne, Sigmund Freud devait être condamné de façon analogue en tant que responsable des dérives et des imprudences de ses disciples auxquels il a ouvert le chemin. C’est ainsi que dans le numéro de juillet 1934 de la Fackel, « Pourquoi la Fackel ne paraît pas », Kraus met Freud aux côtés de Heine (ainsi que de Marx et de Nietzsche) parmi les propagateurs de ces « maladies infantiles » dont les « conséquences » nuisibles se révèlent dans les périodes de crise.

### Karl Kraus et le judaïsme
Karl Kraus, qui a vivement critiqué le sionisme de Theodor Herzl, et qui a quitté la communauté israélite en 1899, s’en est pris dans sa revue, souvent violemment, aux capitalistes et à la presse juifs. Ce faisant, remarquait Jacques Bouveresse dans son essai sur Karl Kraus intitulé Schmock ou le Triomphe du journalisme (2001), il lui arrive de céder à la tentation de passer de « la constatation purement factuelle que la presse, qui est tendancieuse et corrompue, est, dans bon nombre de cas, juive, à la suggestion qu’elle est tendancieuse et corrompue parce qu’elle est juive. » Gerald Stieg note pour sa part qu’« il y a dans l’œuvre de Kraus le phénomène de l’antisémitisme juif », tandis que pour Jacques Le Rider certaines des positions de Karl Kraus à propos des juifs ressemblent à s’y méprendre, du moins jusqu’à la fin de la Première Guerre mondiale, à celles de l’antisémitisme raciste.
Selon certains commentateurs, Kraus serait en réalité un cas typique de « haine de soi juive. » D’ailleurs, lorsqu’il forge ce concept en 1930, dans un essai intitulé, justement, Der jüdische Selbsthass, l’écrivain et philosophe allemand Theodor Lessing (1872-1933) voit déjà en Kraus « l’exemple le plus éclatant » de ce phénomène.
Le cas de Karl Kraus serait loin d’être isolé dans la Vienne de l’époque où, comme le note Manès Sperber, « en même temps que naquit le sionisme politique façonné par Theodor Herzl, surgit à Vienne un antisémitisme juif d’apparence esthétique et métaphysique » dont le représentant le plus éminent était Otto Weininger (l’œuvre majeure de Weininger, Sexe et caractère, avait fortement influencé Kraus lors de sa parution en 1903.) Le développement de cette forme particulière de la « haine de soi » trouverait son origine dans la recrudescence de l’antisémitisme dans l’Autriche de la fin du XIXe siècle : la jeune génération des juifs « assimilés » se serait trouvée « acculée à donner des preuves de son authentique assimilation », et aurait instinctivement cherché à se « démarquer des rôles socio-culturels trop « typiquement juifs », en se détournant en particulier des métiers directement liés à l’argent : banque, industrie, commerce. » Ce phénomène avait en son temps été analysé par Stefan Zweig :
« Ce n'est pas un hasard si un lord Rothschild est ornithologue, un Warburg historien de l'art, un Cassirer philosophe, un Sassoon poète : ils ont tous obéi à la même tendance inconsciente à se libérer de ce qui a rétréci le judaïsme, la froide volonté de gagner de l'argent, et peut-être que par là s'exprime la secrète aspiration à échapper, par la fuite dans le spirituel, à ce qui est spécifiquement juif pour se fondre dans l'humanité universelle. »
Chez Kraus, cette « tendance inconsciente », point de départ de l’itinéraire qui peut mener à la haine de soi, et qui l’y aurait effectivement conduit, se serait manifestée notamment « dans l’affirmation insolente du caractère non lucratif de [la Fackel] (d’éventuels bénéfices seront versés à des organisations charitables), qui lui [aurait permis] de « racheter » moralement le fait que seul le capital paternel a rendu possible cet idéal d’indépendance matérielle. »
Réagissant aux théories de Theodor Lessing, Karl Kraus devait pour sa part indiquer que sa « critique du judaïsme ne trahit pas le moindre élément de cette « haine de soi » qu’à présent même un historien de la culture entretient et dont la fable a depuis toujours servi de compensation aux colporteurs éconduits de la littérature. »
Hannah Arendt estimait elle aussi que la « haine de soi juive » est un concept qui ne saurait être appliqué à un Karl Kraus, pas plus qu’à un Walter Benjamin ou à un Franz Kafka : selon elle, leur attitude à l’égard de la question juive ne doit pas s’expliquer « comme une pure et simple réaction à l’antisémitisme ambiant et ainsi comme l’expression d’une haine de soi », mais comme une attitude de rejet de la bourgeoisie juive « à laquelle l’intelligentsia ne s’identifiait aucunement. »
Par ailleurs, constatant la montée en puissance de l’antisémitisme, Kraus aurait de plus en plus supprimé de son œuvre « tout ce qui pouvait être considéré comme des traits antijuifs, principalement dans ses conférences. »
La question de la jüdischer Selbsthass de Karl Kraus reste toutefois discutée : Jacques Le Rider, dans un article de 1988 intitulé « Karl Kraus ou l’identité juive déchirée », estime que l’on n’a pas encore pris toute la mesure de celle-ci, et de l’influence profonde qu’elle a pu exercer sur sa vie et sur son œuvre : ainsi de la relation de Kraus avec Sidonie Nadherny von Borutin, qui aurait allié au rêve irréalisable d’être admis dans les milieux aristocratiques (la baronne refusant de se marier avec un juif), l’amour pour une femme qui ne cachait pas ses convictions antisémites. Quant au combat sans relâche et passionnément mené pour la préservation de la langue, il est analysé comme étant « la conjuration du jüdischer Selbsthaas par l’écriture. Les milliers de pages de Die Fackel apparaissent alors comme une muraille de Chine dressée contre la foule des agresseurs antisémites toujours prêts à contester l’appartenance de Karl Kraus à la littérature et à la langue allemandes. »
Sigurd Paul Scheichl, qui a également étudié cette question de l’antisémitisme et de la haine de soi juive chez Karl Kraus, en arrive quant à lui à une conclusion notablement différente, à laquelle s’est rallié finalement Jacques Bouveresse, qui l’expose dans son essai sur la Troisième nuit de Walpurgis, « Et Satan conduit le bal… Kraus, Hitler et le nazisme » (2004). Selon Scheichl, le rédacteur de la Fackel aurait sur ce sujet failli à ses principes et succombé à la facilité de la « mise en phrases » qu’il dénonçait avec tant de vigueur chez les journalistes : sous-estimant jusque vers 1920 les possibles récupérations par les antisémites de ses propos, il aurait « été victime d’un certain manque d’imagination ou d’une certaine paresse de l’imagination qui l’[aurait] empêché pendant un temps d’apprécier correctement le danger du discours antisémite, dans la mesure où il lui paraissait impensable qu’il réussisse un jour à se transformer réellement en action. »

### Œuvres de Karl Kraus traduites en français
Seule une petite partie de l’œuvre de Kraus est traduite en français en raison de la difficulté qu’il y a à rendre dans notre langue « toutes les ressources subtiles de la rhétorique, de l’allusion littéraire, des dialectes autrichiens » utilisés par Karl Kraus. Néanmoins, note André Hirt, « les textes disponibles en français donnent une idée suffisante des intentions de Kraus ainsi que de ses grandes problématiques. »
- Aphorismes, trad. par Roger Lewinter et postface de Charles Le Blanc, Paris, Mille et une nuits, 1998
- Aphorismes, Dires et contre-dires, trad. par Pierre Deshusses, Paris, éd. Rivages, 2011.
- Aphorismes, trad. par Maël Renouard, Paris, Sillage, 2016
- La Boîte de Pandore, Paris, Ludd, 1985
- Les Derniers Jours de l’humanité, trad. par Jean-Louis Besson, Henri Christophe, Marseille, Agone, coll. « Marginales », 2003
- Les Derniers Jours de l’humanité (version scénique), trad. par Jean-Louis Besson, Henri Christophe, préface de Jacques Bouveresse, postface de Gerald Stieg, Marseille, Agone, coll. « Marginales », 2003
- Troisième nuit de Walpurgis, trad. par Pierre Deshusses, préface de Jacques Bouveresse), Marseille, Agone, coll. « Banc d’essais », 2005
- Je n’ai aucune idée sur Hitler. Version scénique de Troisième Nuit de Walpurgis établie par José Lillo. Traduit par Pierre Deshusses, préface de Thierry Discepolo, Marseille, Agone, 2013
- Pro domo et mundo (aphorismes), trad. par Roger Lewinter, Paris, éditions Gérard Lebovici, 1985.
- Pro domo et mundo, Aphorismes et réflexions II, trad. par Pierre Deshusses, Paris, éd. Rivages 2015.
- La Nuit venue (aphorismes), trad. par Roger Lewinter, Paris, éditions Gérard Lebovici, 1986
- Dits et contredits (aphorismes), trad. par Roger Lewinter, Paris, éditions Ivrea, 1993
- La Littérature démolie, recueil d’essais trad. par Yves Kobry, préface d’Elias Canetti, Paris, Rivages, coll. « Rivages-Poche. Petite bibliothèque », 1993
- Cette grande époque, recueil d’essais trad. par Éliane Kaufholz-Messmer, préface de Walter Benjamin, Paris, Rivages, coll. « Rivages-Poche. Petite bibliothèque », 2000
- Il ne suffit pas de lire, aphorismes présentés et trad. par Alfred Eibel, Paris, Klincksieck, 2019

### Études consacrées à Karl Kraus
(Les ouvrages ayant servi à la rédaction de cet article sont signalés par le symbole : 
- Germaine Goblot. Revue Mercure de France. No 0777. novembre 1930.
- Germaine Goblot. Les Parents de Karl Kraus. Études Germaniques, 5/1, 1950.
- Lutz Becker, Karl Kraus, Bibliothèque Publique d’Information, 1991 [DVD]
- Walter Benjamin, Karl Kraus, Paris, Allia, 2018.
- Walter Benjamin, Œuvres II, Folio no 373 Gallimard, 2000
- Collectif, « Les Guerres de Karl Kraus », Agone, Marseille, nos 35-36,‎ septembre 2006 (ISBN 2-7489-0056-1)  « http://agone.org/revueagone/agone35et36/ »(Archive.org • Wikiwix • Archive.is • Google • Que faire ?)
- Collectif, Karl Kraus, Revue Austriaca no  22, mai 1986.
- Collectif, Actualité de Karl Kraus, Revue Austriaca no  49, mars 2000.
- Jacques Bouveresse, Lettre d’un lecteur d’aujourd’hui à l’éditeur de la Fackel, Revue Agone no  25, 2001
- Jacques Bouveresse, Schmock ou le Triomphe du journalisme : la Grande Bataille de Karl Kraus, Paris, Seuil, coll. « Liber », 2001, 229 p. (ISBN 2-02-049201-6).
- Jacques Bouveresse, Essais I, Ludwig Wittgenstein : Un moderniste résigné, Agone, 2000
- Jacques Bouveresse, Essais II : L’Époque, la mode, la morale, la satire, Marseille, Agone, coll. « Banc d’essais », 2001, 234 p. (ISBN 978-2-910846-46-6)  « http://agone.revues.org/index146.html »(Archive.org • Wikiwix • Archive.is • Google • Que faire ?)
- Jacques Bouveresse, Satire & Prophétie : les Voix de Karl Kraus, Agone, « Banc d’essais », Marseille, 2007.
- Jacques Bouveresse, Karl Kraus, le Monde intellectuel et la Presse, in Eveline Pinto (sous la direction de), Pour une analyse critique des médias - Le Débat public en danger, Editions du Croquant, 2007
- André Hirt, L’Universel reportage et sa Magie noire, Paris, Kimé, coll. « Philosophie, épistémologie », 2002. .
- Eliane Kaufholz (dir.), Karl Kraus, Cahier de l’Herne, Paris, 1975.
- Marc Lacheny, Karl Kraus, lecteur de Johann Nestroy - Pour une autre vision de l’histoire littéraire et théâtrale, Presses Sorbonne nouvelle, 2008
- Jacques Le Rider, Karl Kraus : Phare et brûlot de la modernité viennoise, Paris, Seuil, coll. « Biographies-Témoignages », 2018, 560 p. (ISBN 978-2-02-114197-9, BNF 45600470, SUDOC 231436343).
- Thomas Szasz, Karl Kraus et les Docteurs de l’âme - Un pionnier et sa critique de la psychiatrie et de la psychanalyse, Hachette, 1985